# Tunika

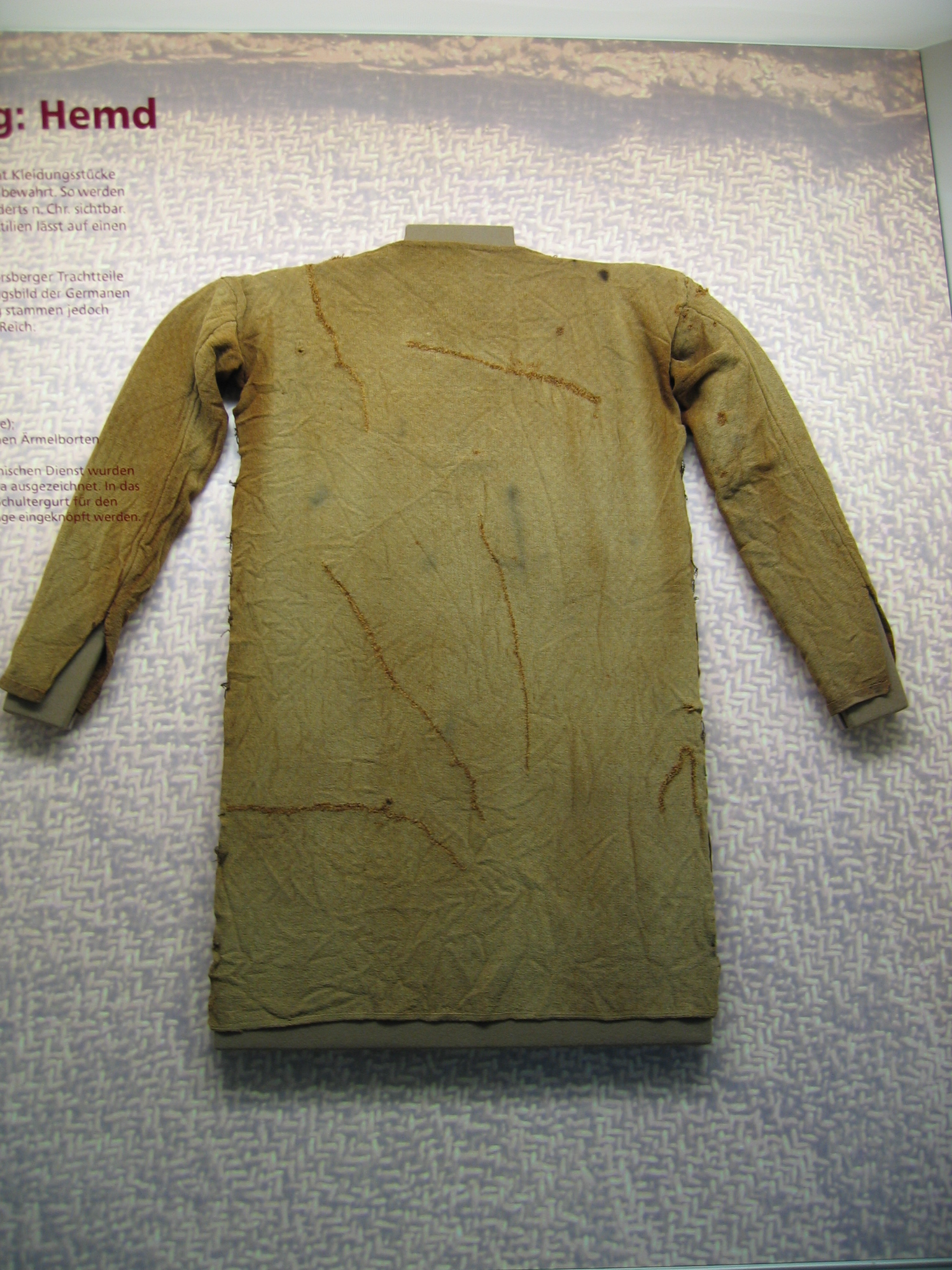
Germanische Tunika aus dem Thorsberger Moor, etwa 4. Jahrhundert n. Chr.

Die Tunika (lateinisch tunica) war ein Kleidungsstück, das von der römischen Antike bis ins Mittelalter von Männern und Frauen unmittelbar auf dem Körper getragen wurde. Heutzutage bezeichnet es einen bestimmten Modeschnitt in der Damenmode sowie seit dem 9. Jahrhundert das unter der Kukulle getragene Gewand von Mönchen.

## Die Tunika in der Antike
Die Tunika bestand ursprünglich, wie der griechische Chiton, aus zwei rechteckigen Stoffstücken, die nur auf den Schultern mit Hilfe von Fibeln zusammengehalten wurden und von denen das hintere etwas länger war als das vordere. Verbreiteter war die an den Schultern und den Seiten zusammengenähte Tunika. Sie war aus Wolle gefertigt und anfangs ohne Ärmel. Später wurden kurze, nicht bis an die Ellbogen reichende Ärmel üblich. Sie wurde über den Hüften durch einen Gürtel zusammengehalten und reichte bei Männern bis unter die Knie herab, bei Frauen bis zu den Knöcheln. Römische Bürger trugen bei besonderen Anlässen über der Tunika die Toga, Matronen die Stola. Ansonsten trug man gegen Kälte oder aus Modegründen mehrere Tuniken übereinander, wobei die unterste Subucula oder tunica intima genannt wurde.

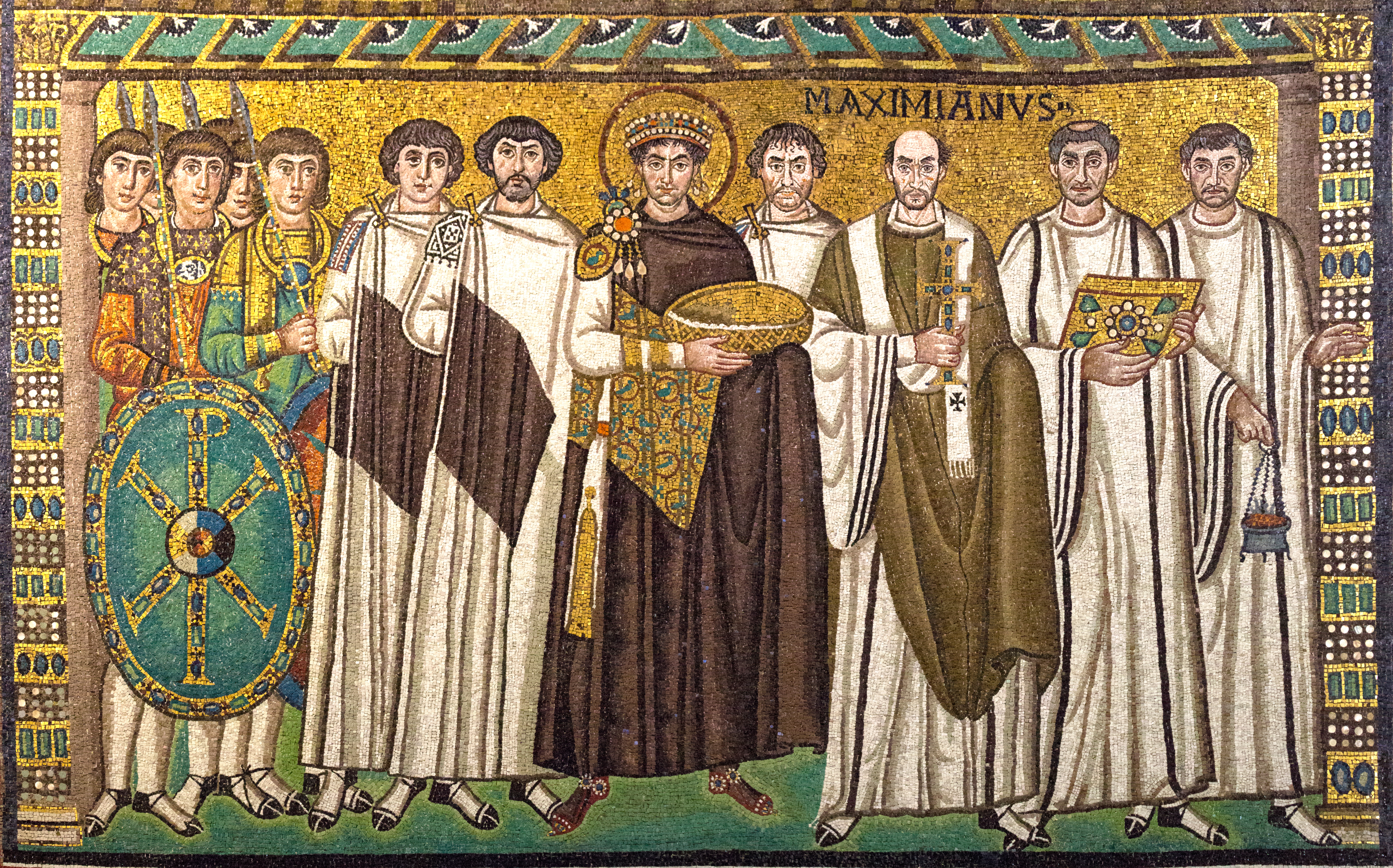
Spätantikes Mosaik aus Ravenna mit der Palastwache links in roter und grüner Tunika

Die Färbung militärischer Tuniken lässt sich im archäologischen Befund durch Stoffreste bisher nicht deutlich fassen. Farbreste auf Skulpturen sowie Wandfresken belegen jedoch für die severische Zeitstellung weiße Tuniken bei hohen Offizieren und Standartenträgern. Dazu gehört die Darstellung eines opfernden Tribuns aus Dura-Europos, das in die Zeit vor 239 n. Chr. verweist. Der hohe Offizier trägt eine weiße Tunika ohne Purpurstreifen. Ein Aquilifer und ein Vexillarius, die auf einem Sarkophag in Ungarn dargestellt sind, tragen weiße langärmelige Tuniken. Die in ihren Angaben höchst zweifelhafte spätantike Historia Augusta gibt als besondere Militärauszeichnungen für Kaiser Aurelian (270–275) unter anderem eine tunica palmata und vier tunicae russae ducales an. Dies gibt einen Hinweis darauf, dass hohe Offiziere (= dux) eine besondere rote Tunika tragen konnten. Der Schweizer Althistoriker Michael Alexander Speidel ging davon aus, dass Soldaten der hohen Kaiserzeit möglicherweise eine spezielle rote Kampftunika (tunica russa militaris) im Gepäck hatten. Unzweifelhaft sei jedoch, dass zu dieser Zeit jeder Soldat und Offizier eine weiße Tunika (tunica alba) sein eigen nannte.
An der Tunika der Senatoren war auf beiden Seiten bis zum unteren Saum ein breiter Purpurstreifen (clavus) eingewebt (tunica laticlavia); die der Ritter war durch zwei schmalere Purpurstreifen ausgezeichnet (tunica angusticlavia), doch trugen sie zur Kaiserzeit auch die tunica laticlavia. Die Triumphatoren trugen Purpurtuniken, auf deren Saum Palmen in Gold gestickt waren (tunica palmata).
Die einfarbige, unverzierte Tunika (tunica recta) erhielten die Jünglinge zugleich mit der toga virilis und Frauen, wenn sie heirateten, als Brautkleid von ihren Eltern. Dieses Brautkleid sollte nach alter Sitte von der Braut selbst gewoben sein, dieser Brauch wurde aber gegen Ende der Republik nur noch selten geübt, so dass Sueton es als außergewöhnlich hervorhebt, dass Augustus seine Tochter und Enkelinnen zum Weben anhielt.

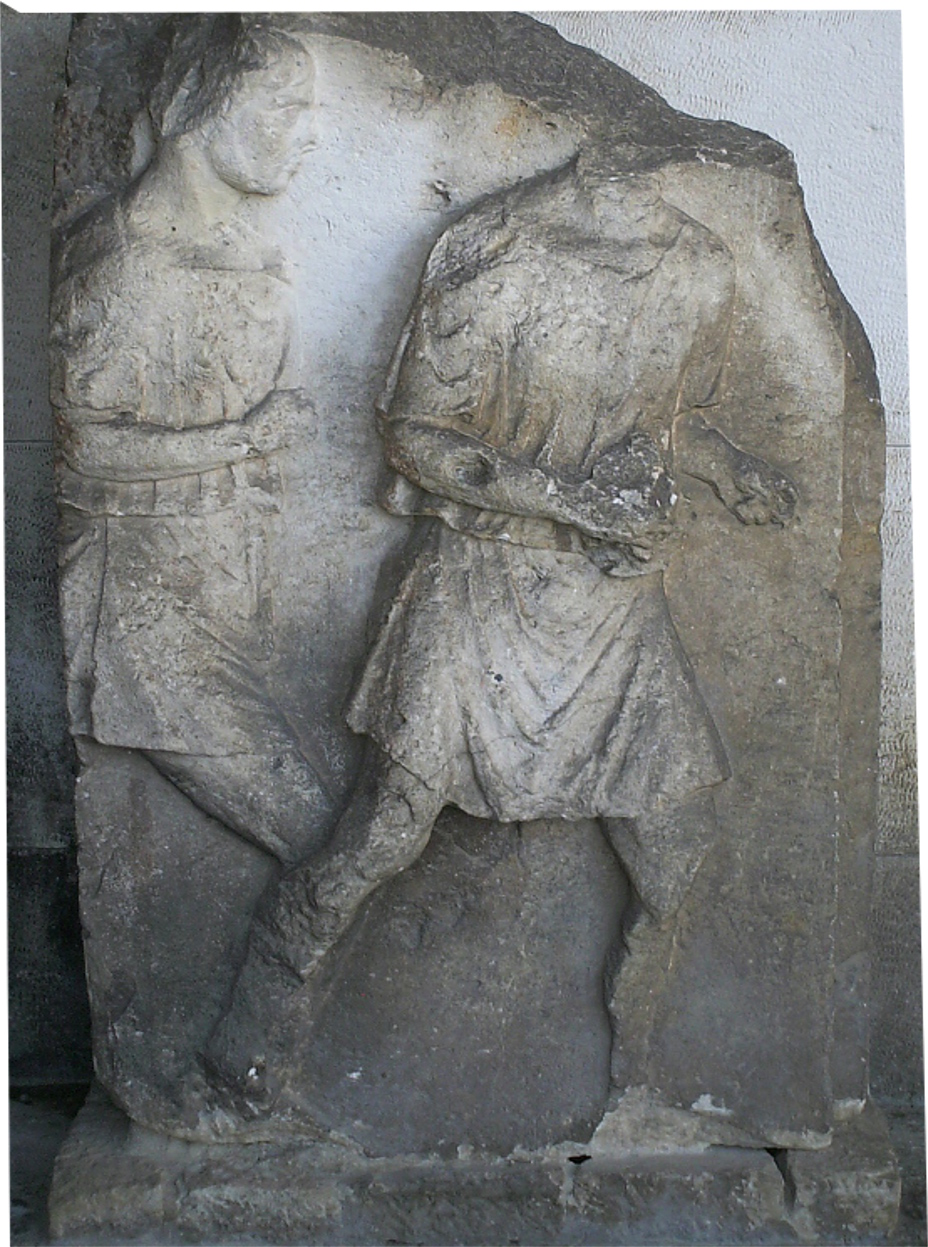
Zwei in Tuniken gekleidete Männer, römisches Relief aus Pula (1. Jh. n. Chr.)
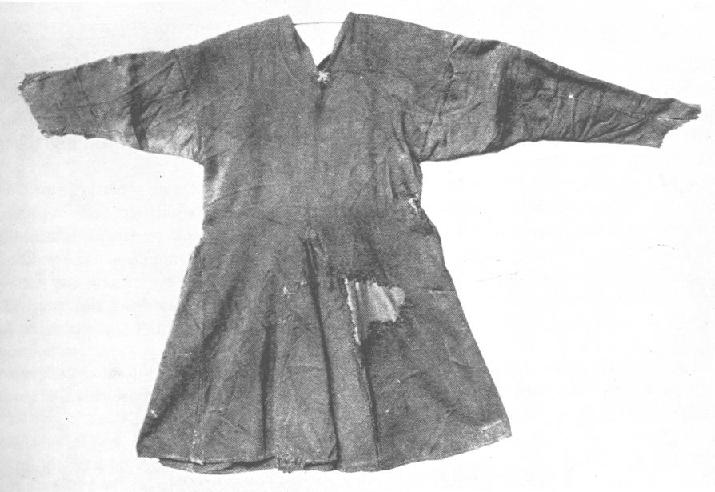
Germanische Tunika des Mannes von Niederfrederiksmose um 1099 n. Chr.
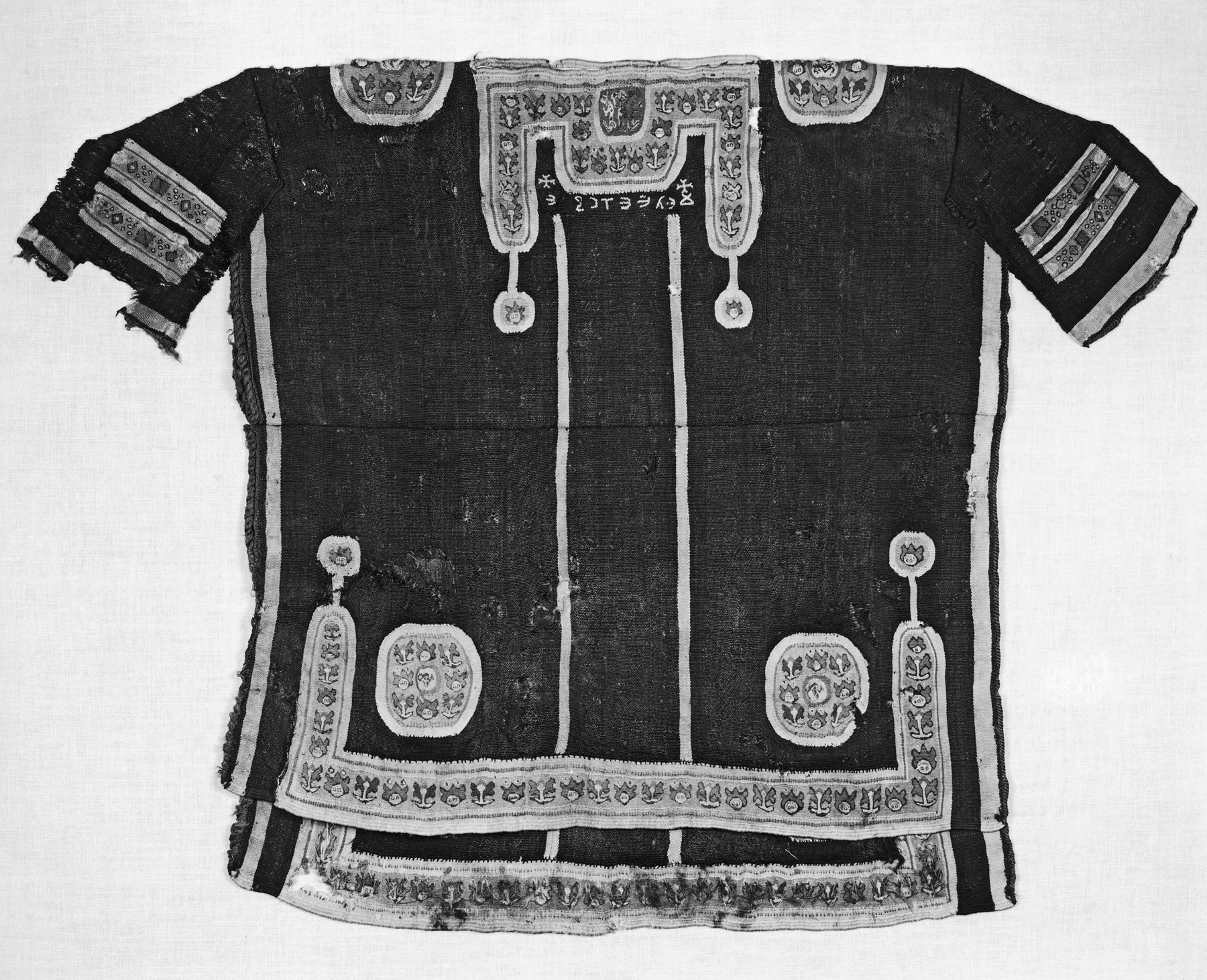
Koptische Tunika des 7. Jh. mit eingewebten, typisch spätrömischen Verzierungen wie Clavi (vertikale Streifen), Orbikuli (runde Muster) bzw. Tessera
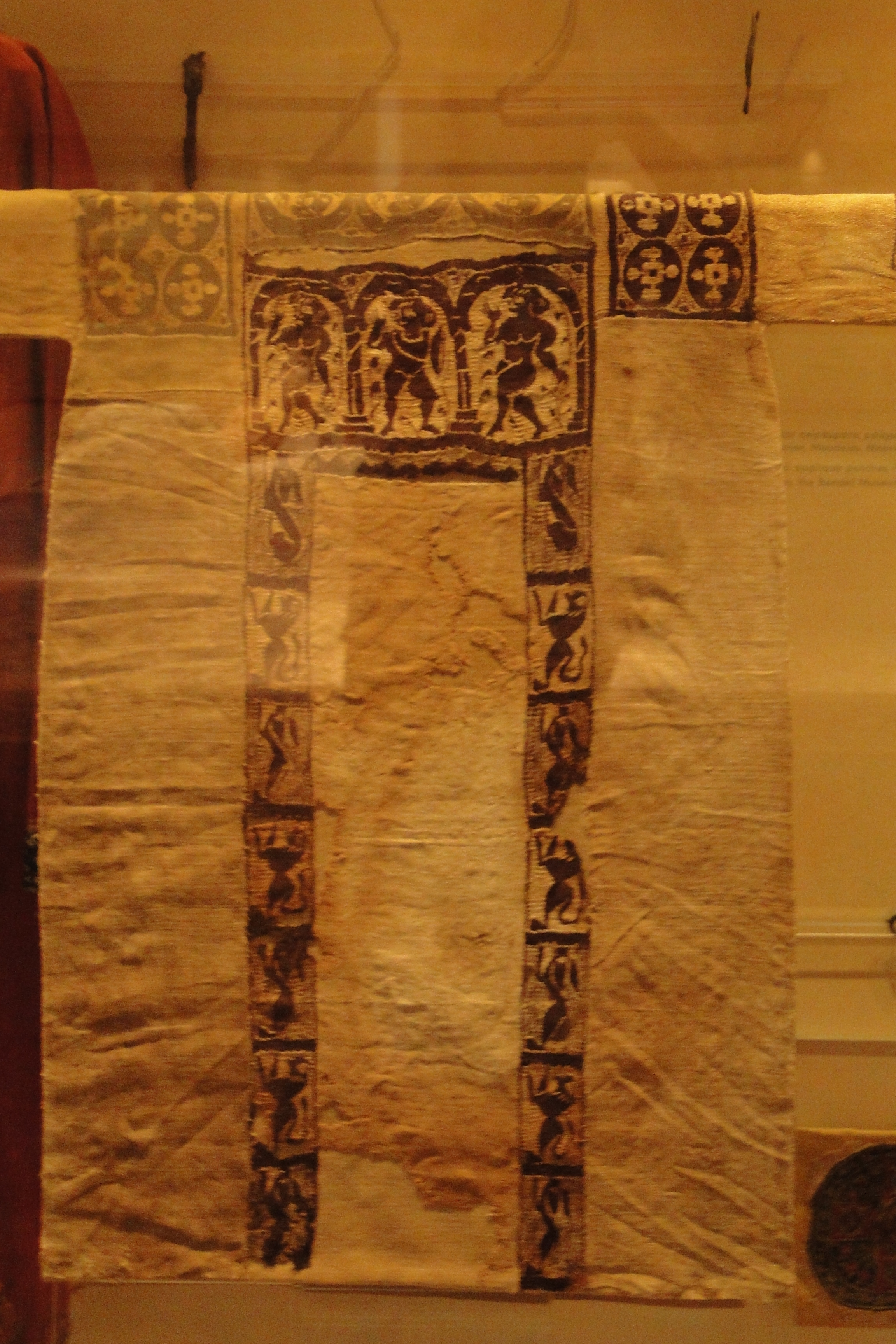
Detail einer koptischen Tunika des 7. Jhs. mit mustergewebten Clavi
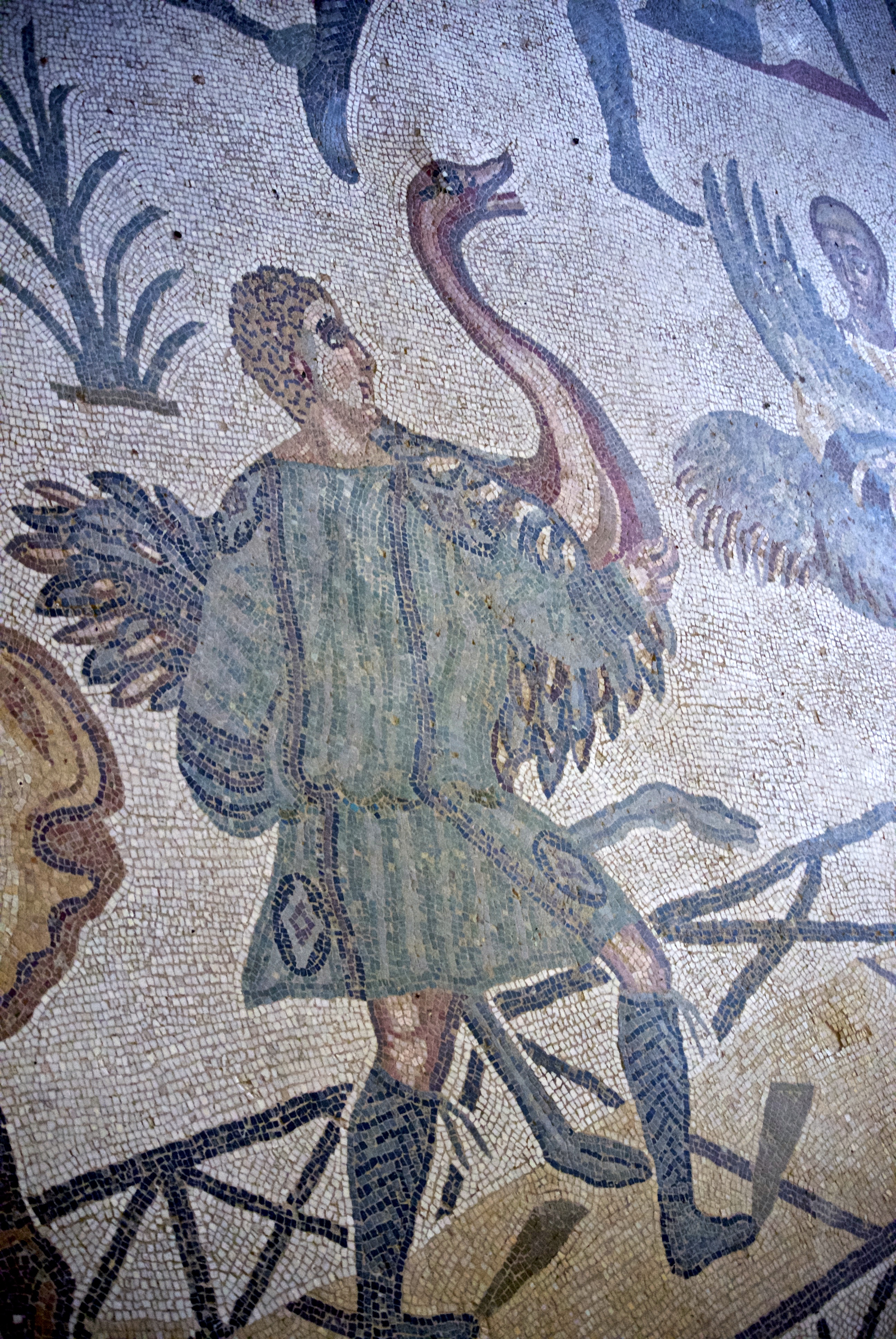
Mosaik aus der Villa Romana del Casale

## Die Tunika im Mittelalter

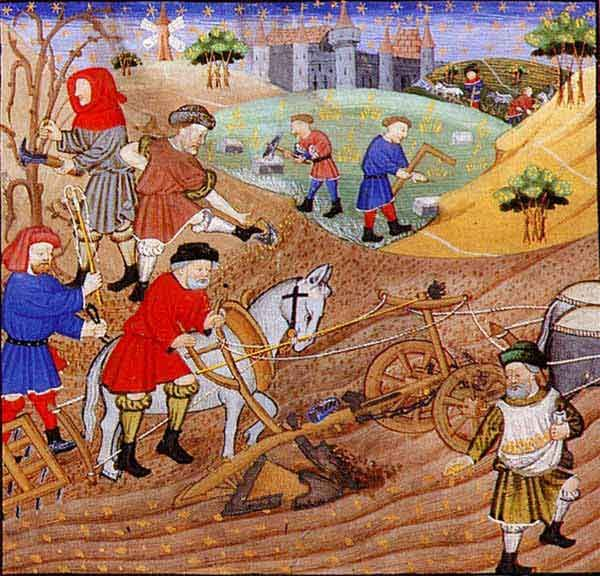
Gilles de Rome, Le Régime des princes („Das Fürstenregime“), Fürsten als Bauern bei der Arbeit, 1279

Dieses Kleidungsstück wurde nicht nur von den Römern in der Antike getragen. Sie war, angefangen vom Frühmittelalter bis zum Spätmittelalter (in dieser Epoche etwa bis zum 16. Jahrhundert), in ganz Europa beliebt. Doch änderte sich die Mode schon ab dem 12. Jahrhundert. Die Tunika war nicht mehr das Grundkleidungsstück für Männer und Frauen, sondern wurde durch neue Schnitte verändert und variiert.
Im Gegensatz zum Römischen Reich, wo die Tunika in erster Linie ein Untergewand war, wurde sie im Mittelalter als Obergewand getragen.
Der Stand des Trägers bzw. der Trägerin drückte sich in Art und Aufwendigkeit der Verzierungen aus: Während Bauern eher einfache kurze Tuniken trugen, die sie bei der Feldarbeit nicht behinderten, waren die der Edelmänner eher reichhaltig verziert und oft mit aufwendigen breiten Borten an den Säumen geschmückt.
Oft hatte die Tunika am Halsausschnitt vorne in der Mitte einen Schlitz, der das Hineinschlüpfen erleichterte. Dieser konnte durch eine Fibel geschlossen werden. Auch im Mittelalter wurde die Tunika stets gegürtet getragen.

### Stoffe
Als Material wurde meistens Leinen oder Wolle verwendet, bei wohlhabenden Leuten auch Seide.

### Farben
Während für deutsche Bauern des Mittelalters laut der Kaiserchronik ab dem 12. Jahrhundert und zum Beispiel der im Rahmen des bayerischen Landfriedens von 1244 erlassenen Kleiderordnung ungefärbte, graublaue oder graue Kleidung vorgeschrieben war, waren die Tuniken der Adligen und auch der Geistlichen häufig sehr farbenfroh. Den Geistlichen wurden ab dem 13. Jahrhundert in Bezug auf Schmuck und Farbenpracht weitreichende Regeln auferlegt (so durften beispielsweise grüne und rote Stoffe nicht verwendet werden), an die sich aber gerade die hohen Geistlichen häufig nicht hielten.

## Die Tunika in der Moderne
Das eigentliche Gewand eines Ordenshabits wird in den meisten monastischen Orden Tunika genannt.
Seit dem späten 20. Jahrhundert wird mit Tunika auch ein längeres, meist locker geschnittenes Oberteil bezeichnet, das kürzer als ein Minikleid ist. Diese Tuniken werden zu einer Hose getragen.

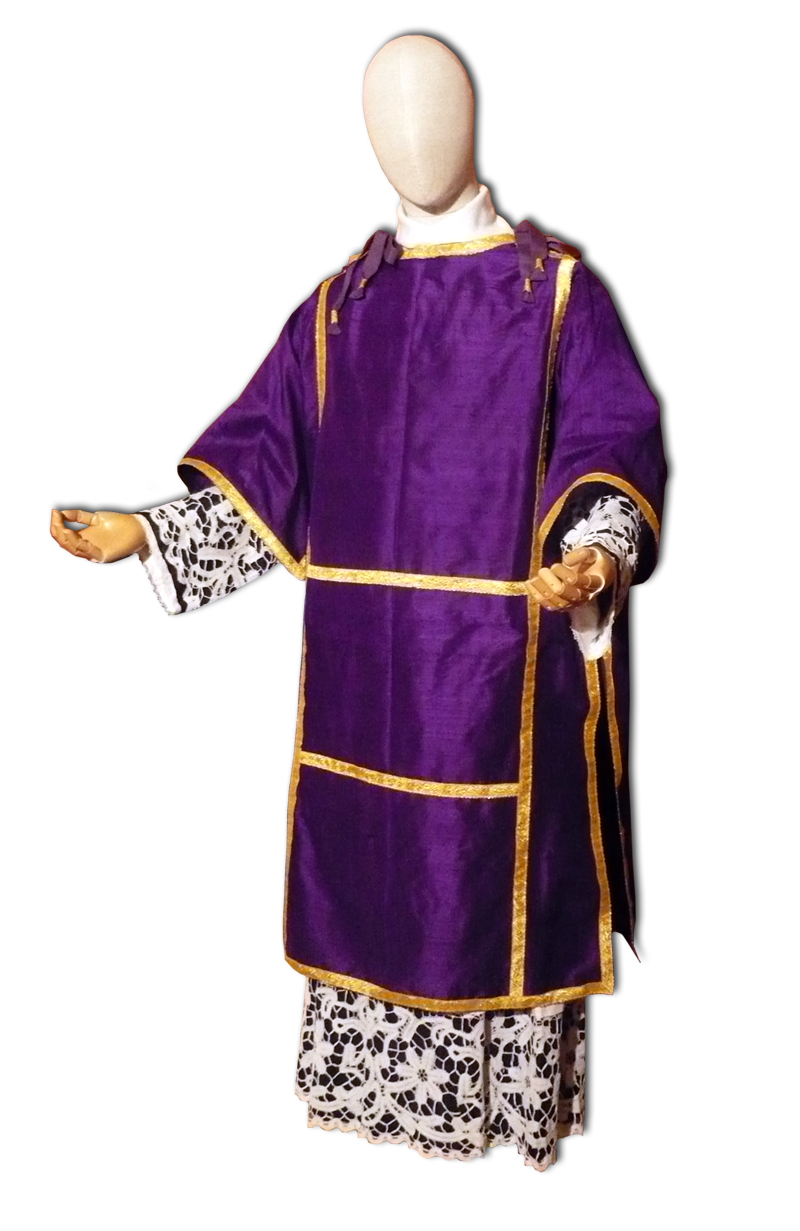
Tunicella der römisch-katholischen Kirche
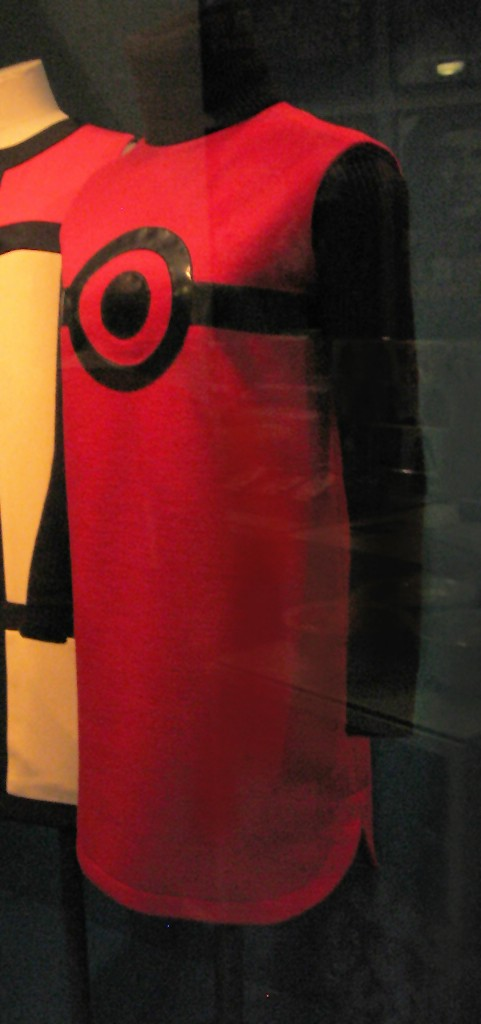
Tunika-Kleid von Pierre Cardin